# Syssphinx montana
Syssphinx montana (лат.) — вид бабочек-павлиноглазок рода Syssphinx из подсемейства Ceratocampinae. Встречается в Мексике и (редко) на юго-востоке Аризоны в США
. Размах крыльев составляет 62—82 миллиметра. Самцы мельче самок. Имаго летают с середины июля до начала августа. Взрослые не питаются. Личинки питаются на Haematoxylon brasalita, Cassia emarginata, Acacia farnesiana, Gleditsia triacanthos и Robinia pseudoacacia. На окраску и форму личинок, по-видимому, влияет кормовое растение.